# 張綬 (弘治進士)
張綬（1472年—？），字朝用，直隸河間府滄州鹽山縣（今河北省鹽山縣）人，錦衣衛籍，明朝政治人物。

## 生平
弘治十一年（1498年）戊午科順天府鄉試第三十四名舉人。弘治十八年（1505年）中式乙丑科會試第一百七十一名，二甲第六十四名進士。授官户部主事。正德中值刘瑾当国，有匿名帖攻击其悪政，劉瑾懷疑出自新进士之手，矫诏罚跪烈日中，愤恚而卒。后事白，蔭世袭锦衣卫校尉。

## 家族
曾祖張宗演；祖父張瑄；父張鑑。前母胡氏；母劉氏。具庆下。兄张绅。